# Le midolla del male
Le midolla del male è un breve poema civile scritto dal poeta Emilio Zucchi tra il settembre del 2008 e il luglio del 2009, pubblicato da Passigli Editori nel 2010 e insignito a Roma del premio Toti Scialoja, del premio LericiPea e del premio Tarquinia Cardarelli.

## Contenuto
Il poema, composto da 33 liriche sequenziali, è ambientato nel 1944-45 a Firenze, Roma e Milano e mette in scena gli orrori commessi dai torturatori fascisti ai danni degli uomini e delle donne della Resistenza. La vicenda, che ruota intorno alle figure del sadico Pietro Koch e della partigiana cattolica toscana Anna Maria Enriques Agnoletti, narra in versi, come scrive l'autore, «Fatti realmente accaduti. I personaggi non sono fittizi, i loro nomi quelli veri (…) I luoghi e l'ambientazione non sono immaginari, e i particolari degli atroci supplizi messi in atto dai torturatori fascisti sono purtroppo attestati dagli studiosi.».

Nella prefazione a Le midolla del male Giuseppe Conte scrive: «(…) questo libro potente, nuovo, innervato di storia e di metafisica, di violenza e di pietà, di orrore e di redenzione (…) è un momento di poesia compiuto e solenne, e insieme di una tensione etica severa e dolcissima. Di cui sono grato a Emilio Zucchi, che si conferma qui poeta di grande tempra stilistica e spirituale"».

Il poema ha ottenuto un grande successo da parte della critica.

## Edizioni
- Emilio Zucchi, Le midolla del male, collana fondata da Mario Luzi, Bagno a Ripoli (Firenze), Passigli Editori, 2010,  pp. pp. 55, ISBN 978-88-368-1238-7.